# Sophiane Méthot
Sophiane Méthot (* 3. August 1998 in Longueuil) ist eine kanadische Trampolinturnerin.

## Erfolge
Sophiane Méthot gewann ihre ersten internationalen Medaillen bei den Panamerikameisterschaften 2016 in Bogotá, als sie sich sowohl im Einzel als auch im Synchronspringen sogleich den Titelgewinn sicherte. Diesen Doppelerfolg wiederholte sie 2018 in Lima. Dazwischen gab sie im Jahr 2017 in Sofia ihr Weltmeisterschaftsdebüt, bei der ihr ebenfalls direkt eine Podestplatzierung gelang. Hinter Tazzjana Pjatrenja aus Belarus und der Japanerin Ayano Kishi belegte sie den dritten Platz und gewann die Bronzemedaille. Zwei Jahre darauf gelang es Méthot bei den Weltmeisterschaften in Tokio, diesmal mit der Mannschaft, eine weitere Bronzemedaille zu gewinnen. Sie nahm in den Folgejahren an zahlreichen Weltcups teil, ihr bestes Resultat war dabei ein dritter Platz im Juli 2024 in Coimbra. Dank ihres fünften Platzes im Einzel bei den Weltmeisterschaften 2023 in Birmingham sicherte sich Méthot die Qualifikation für die Olympischen Spiele 2024 in Paris.
Bei den Spielen selbst belegte sie in der Qualifikation mit 54,640 Punkten den achten Platz und zog so als letzte Turnerin ins Finale ein. Den Finaldurchgang schloss sie mit 55,650 Punkten hingegen auf dem dritten Platz ab. Nur die Britin Bryony Page, die mit 56,480 Punkten Olympiasiegerin wurde, sowie die mit 56,060 Punkten zweitplatzierte Wijaleta Bardsilouskaja aus Belarus waren noch besser gewesen, während Méthot als Drittplatzierte die Bronzemedaille erhielt.
Sie schloss ein Studium des Rechnungswesens an der Université du Québec ab.